# Blackhawk Museum

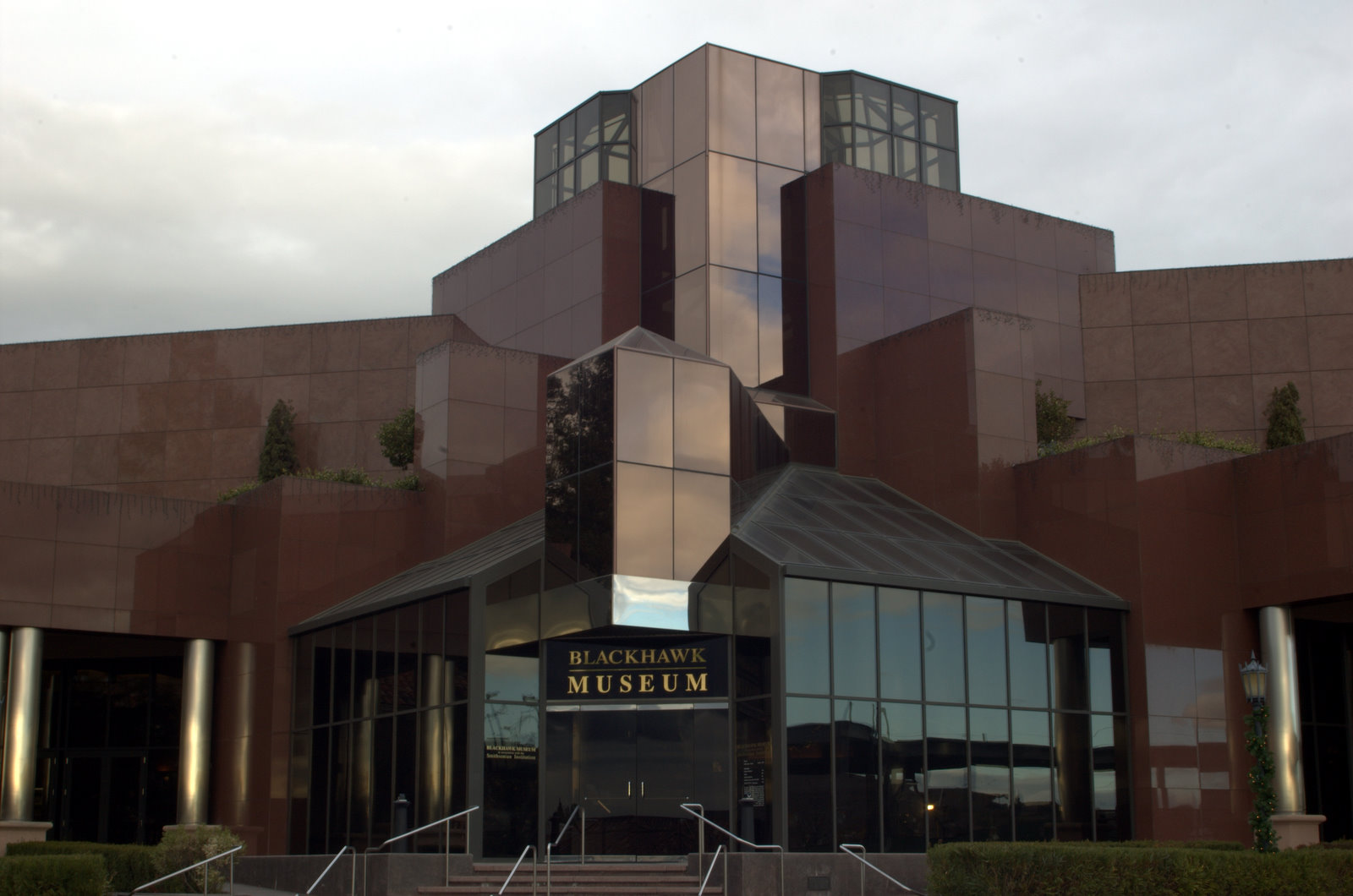
Blackhawk Museum

Das Blackhawk Museum befindet sich in Danville im Contra Costa County im US-Bundesstaat Kalifornien. Es wurde 1982 von Ken Behring und Don Williams gegründet. Auf einer Fläche von 70.000 sqft (ca. 6500 m²) werden Oldtimer-Automobile gezeigt. Das Museum ist Mitglied des Concours d’Elegance. Seit dem Frühjahr 2015 ist dem Blackhawk Museum auch eine ständige Ausstellung über die Besiedlung Nordamerikas unter dem Titel The Spirit of the Old West angegliedert.
Das Blackhawk Museum arbeitet als Non-Profit-Organisation.

## Ausstellungsstücke
Das Museum wurde im Jahr 1988 eröffnet. In der Folgezeit wuchs die Anzahl der ausgestellten historischen Automobile stetig an. Ende 2015 wurden 90 Exponate aus europäischer, asiatischer und nordamerikanischer Produktion gezeigt.

## Exponate (Auswahl)

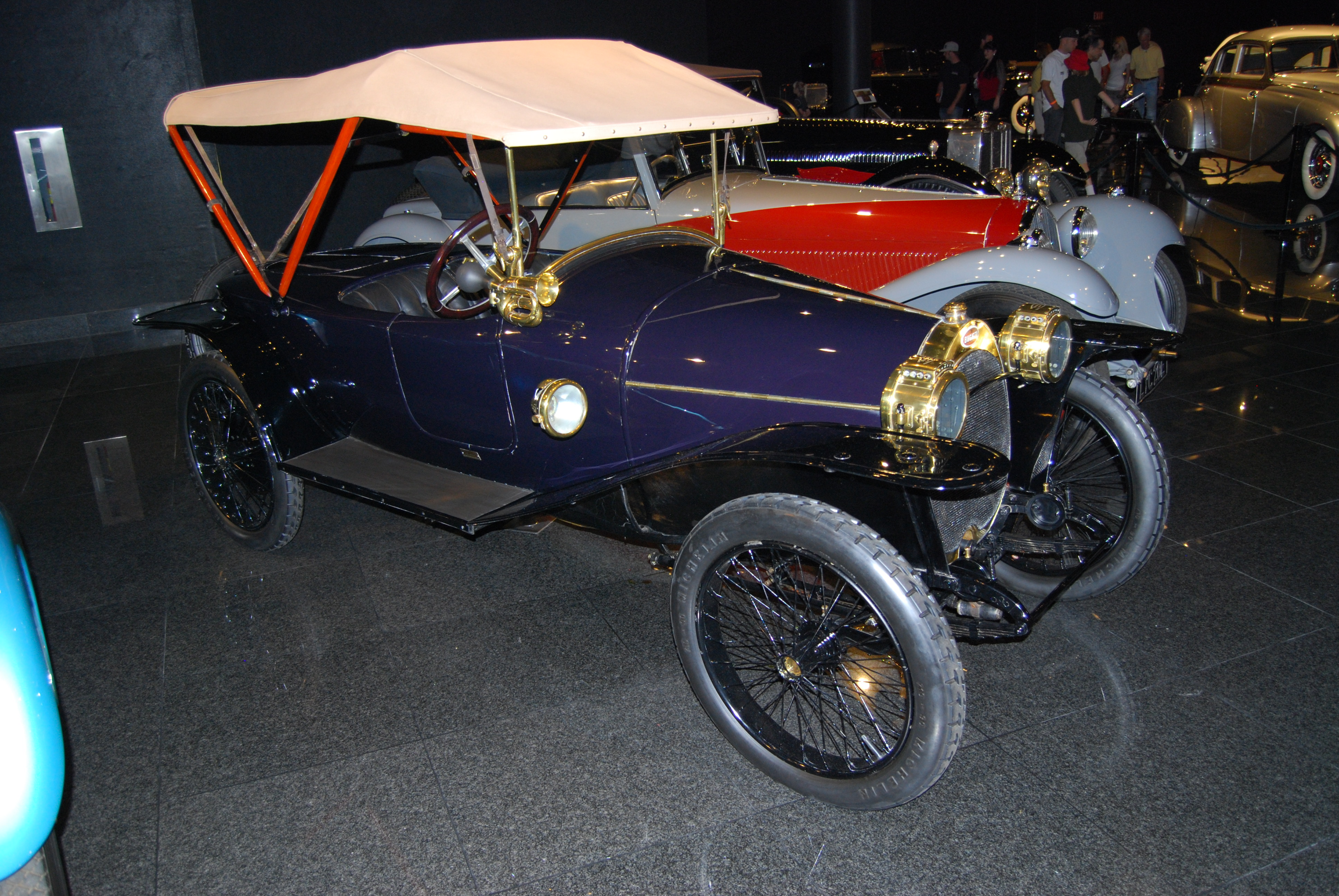
1913 Bugatti Type 15
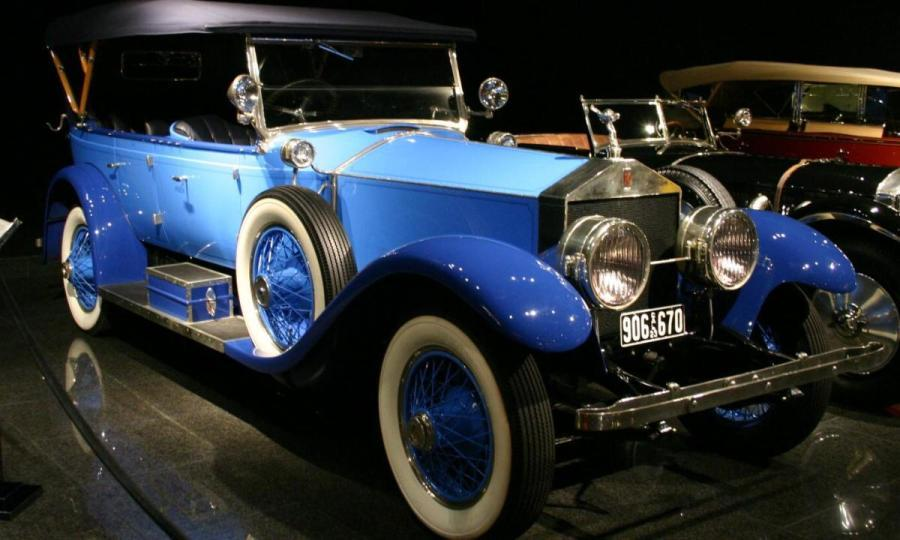
1923 Rolls-Royce
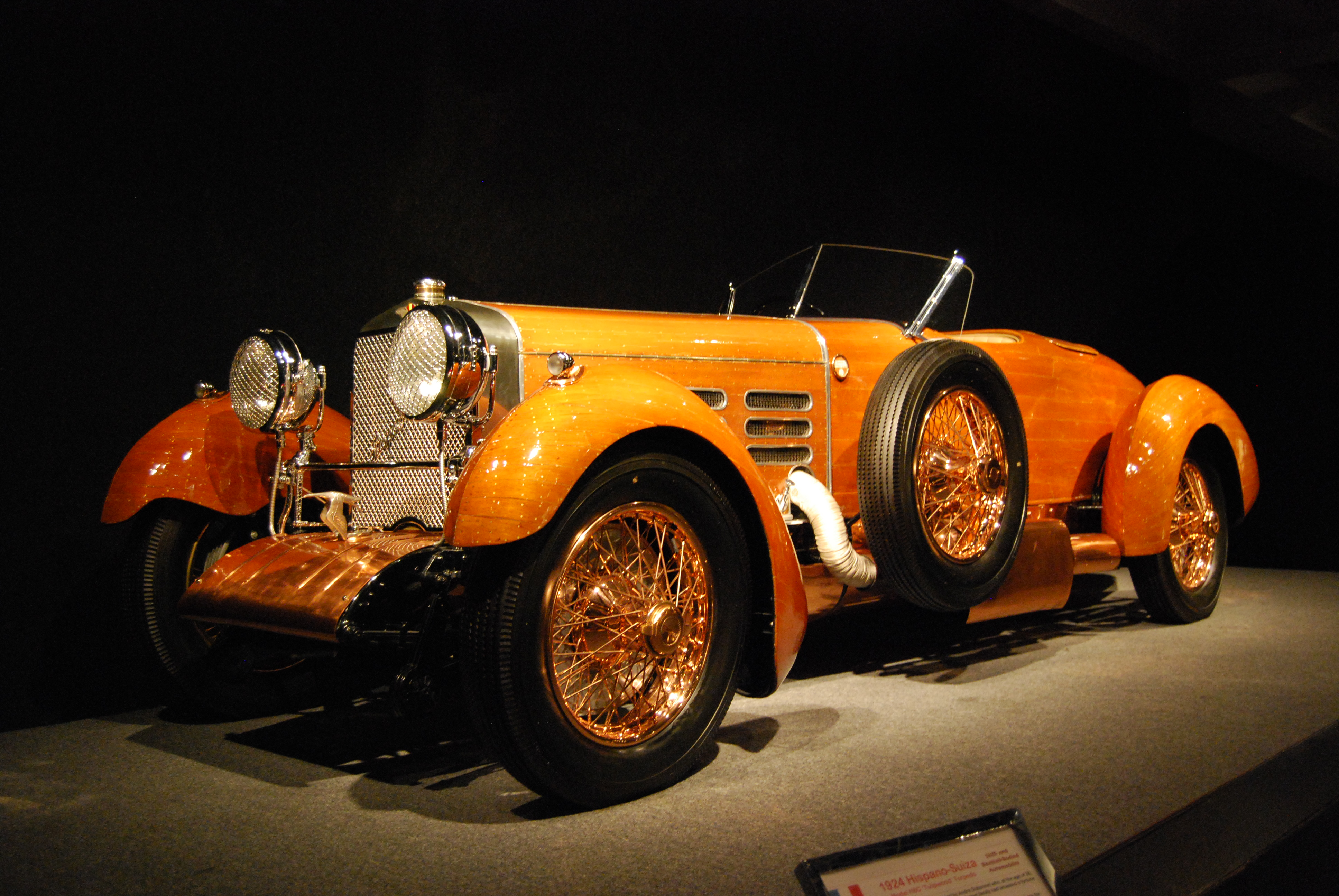
1924 Hispano-Suiza H 6
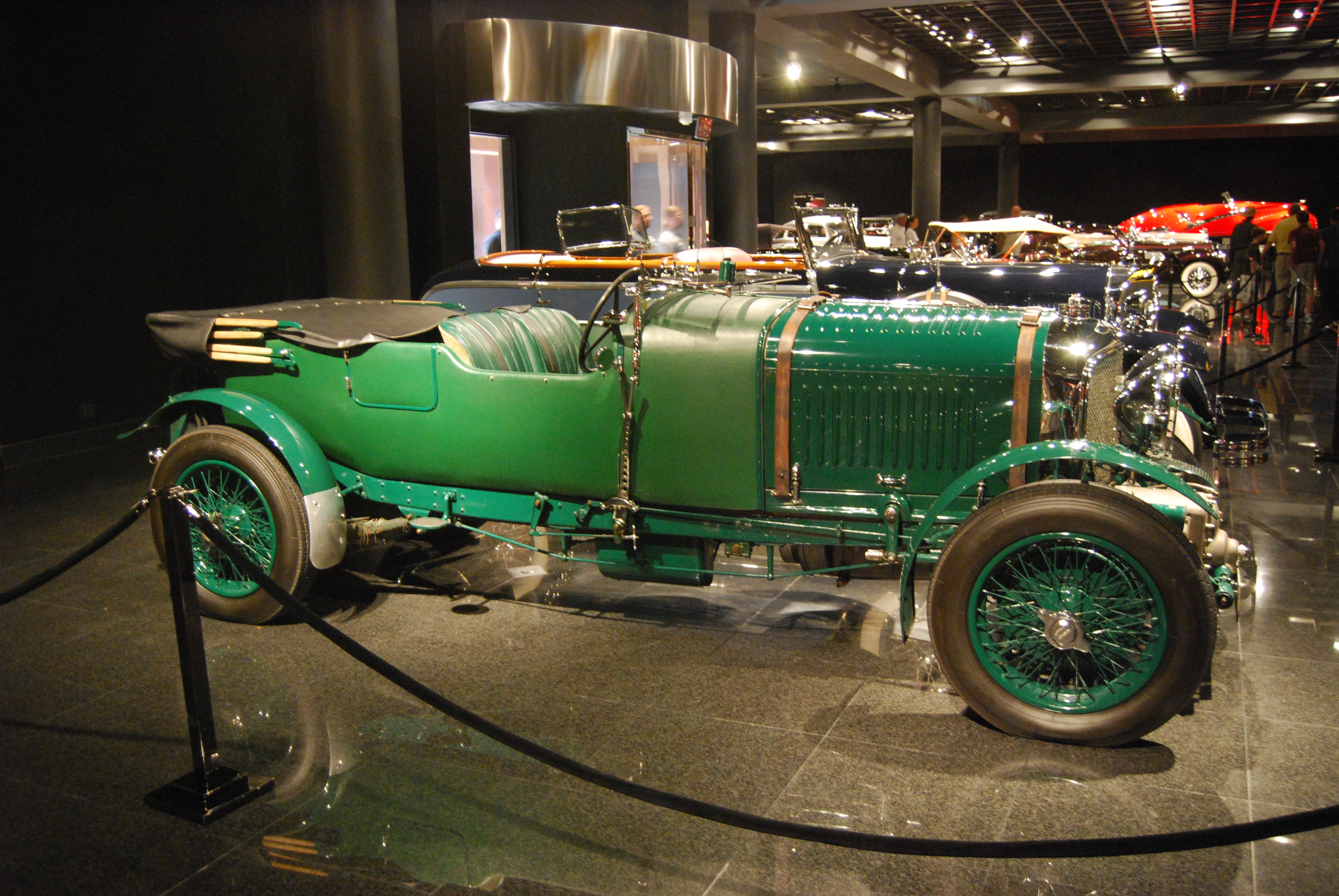
1929 4.5 Liter Bentley
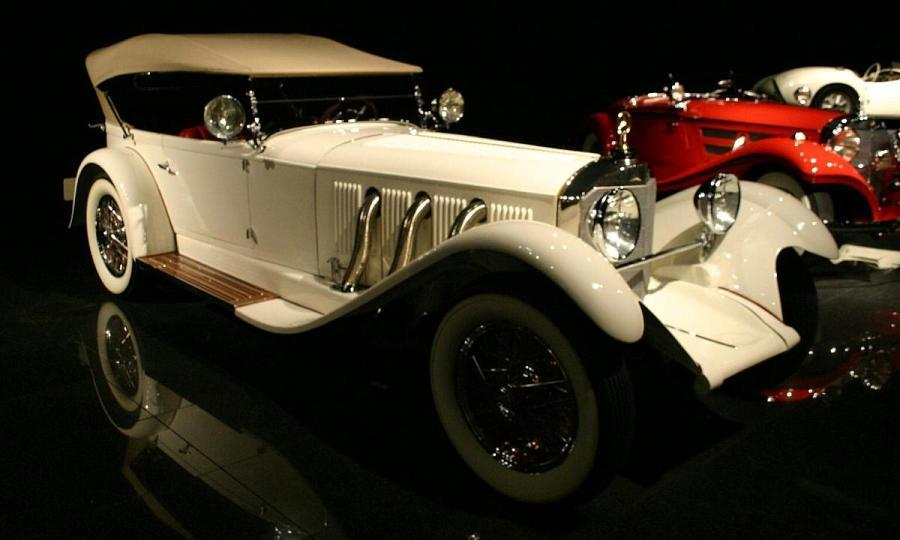
1929 Mercedes-Benz
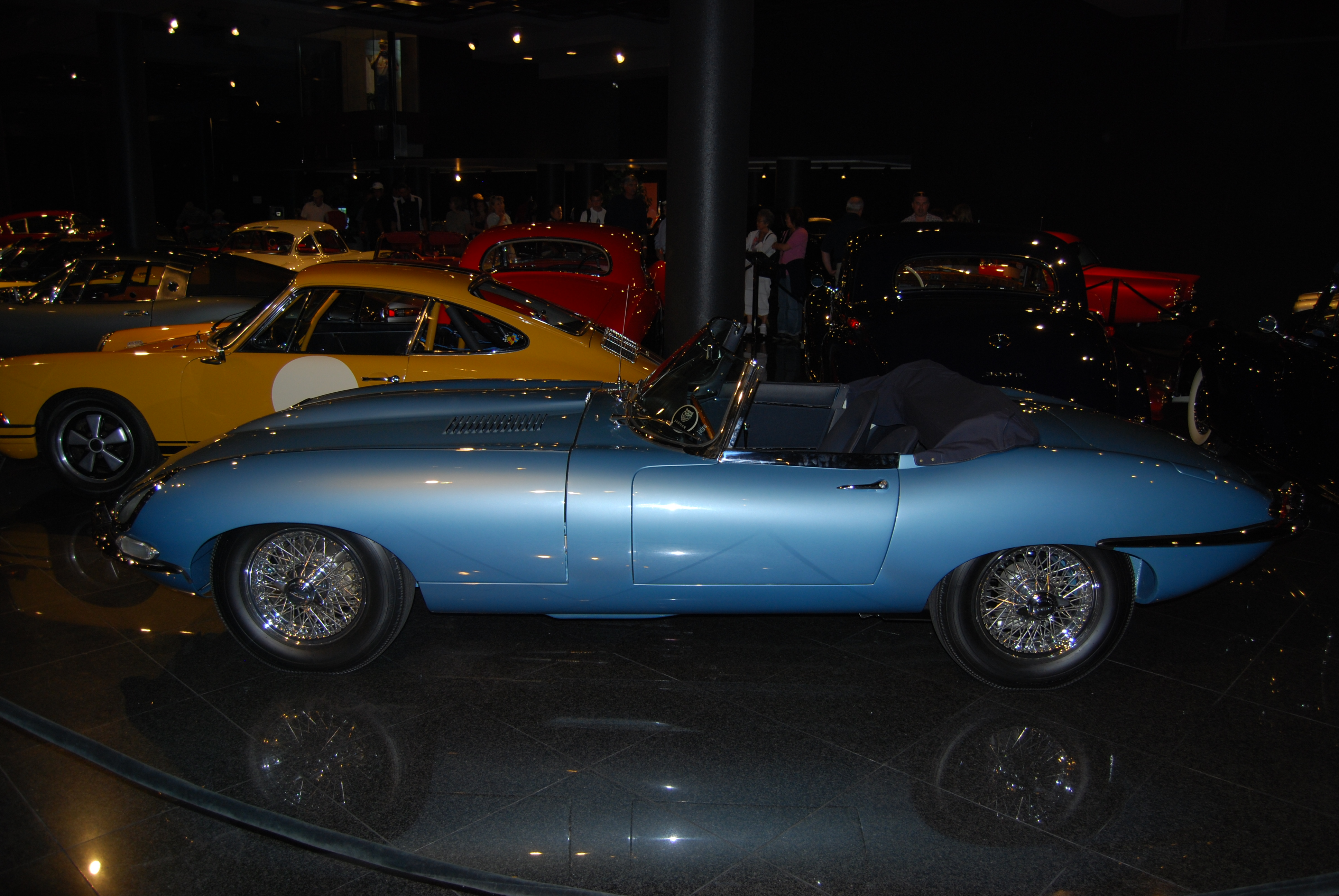
Jaguar E-Type
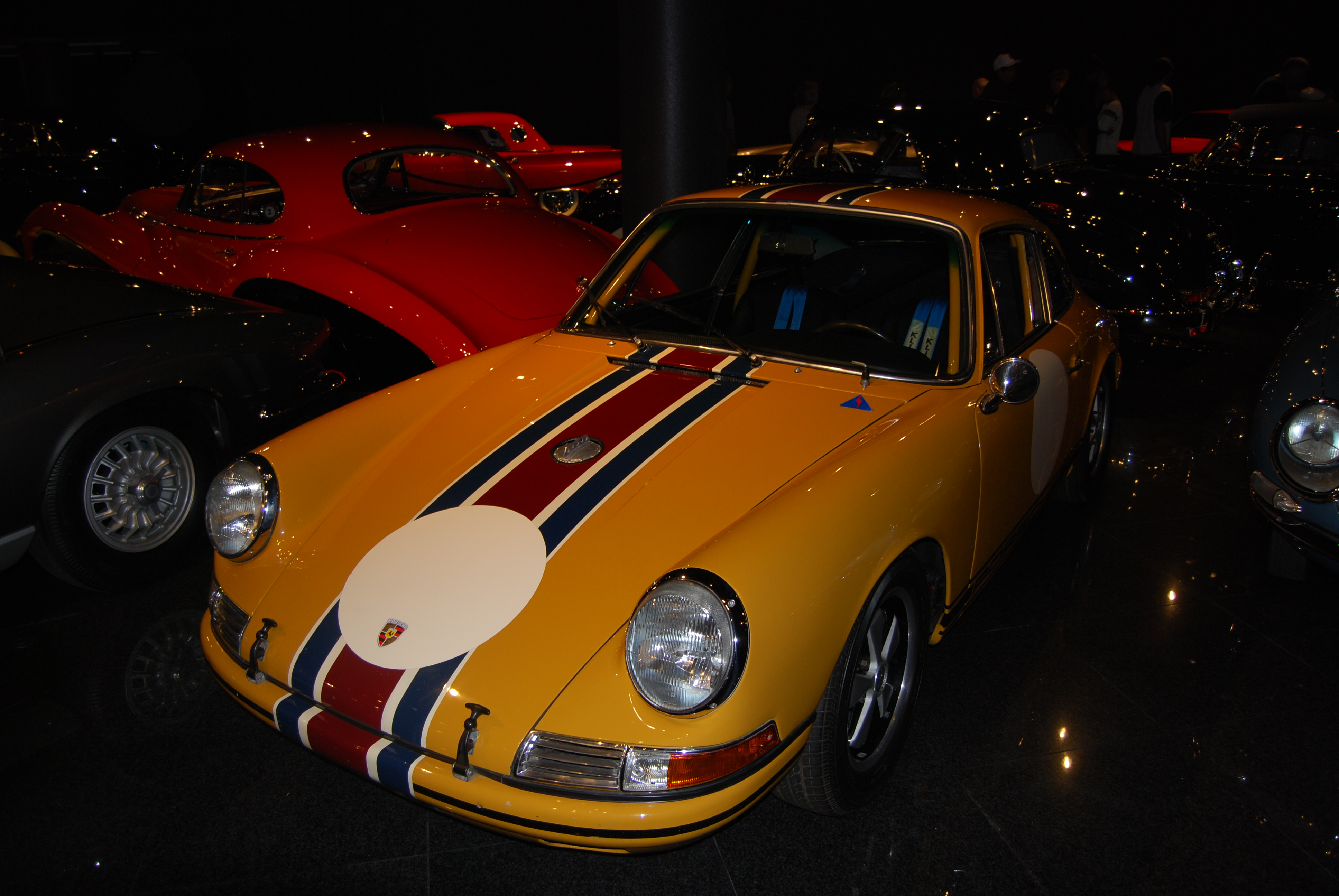
Porsche 911
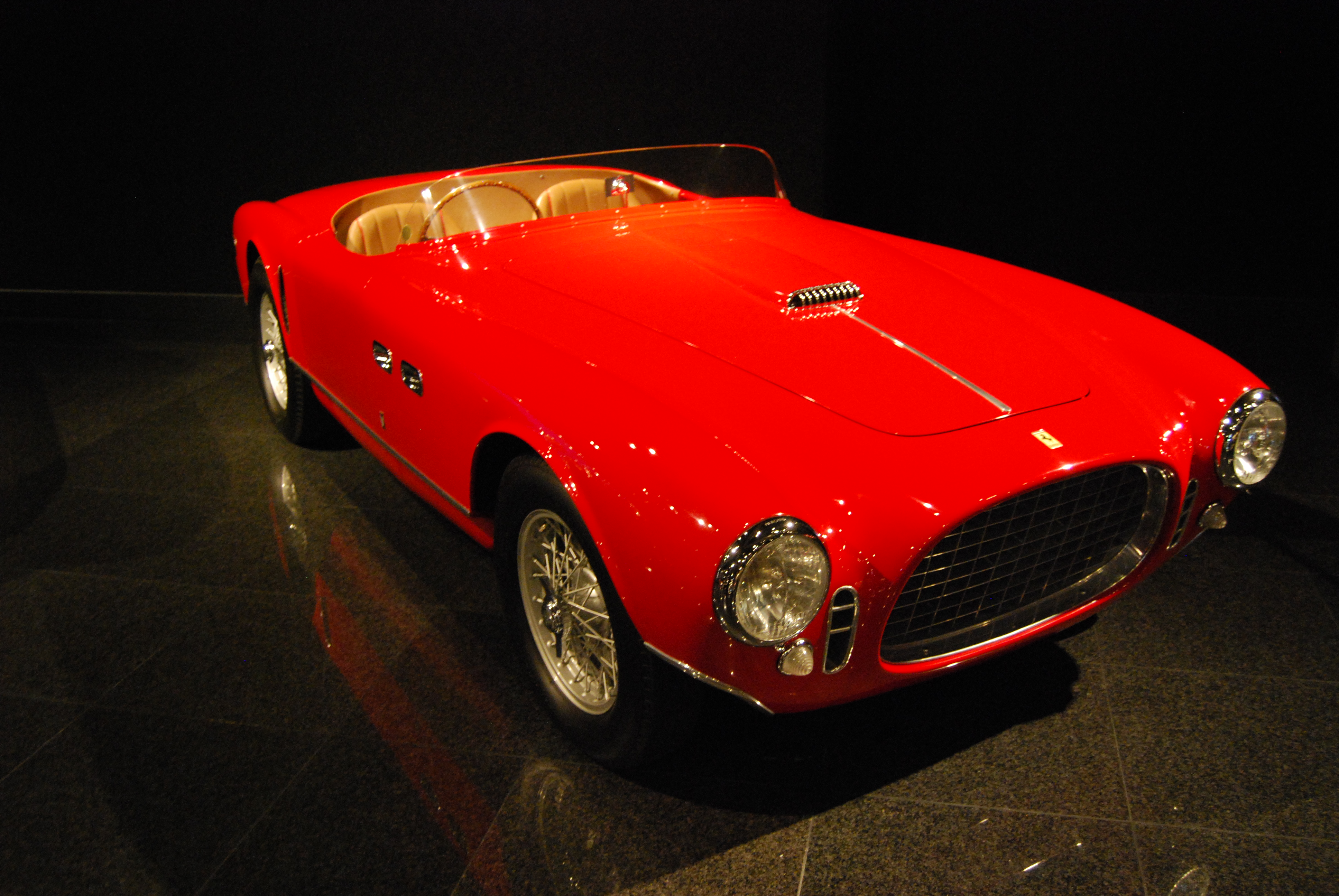
1953 Ferrari 250MM
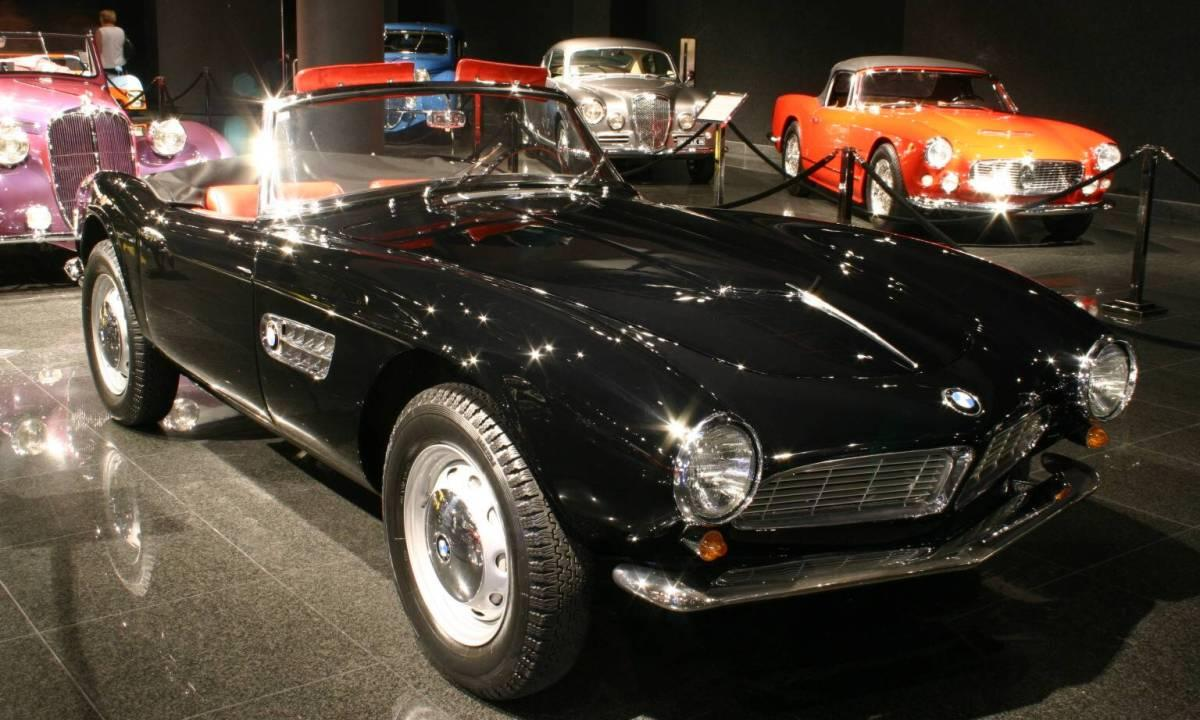
1958 BMW
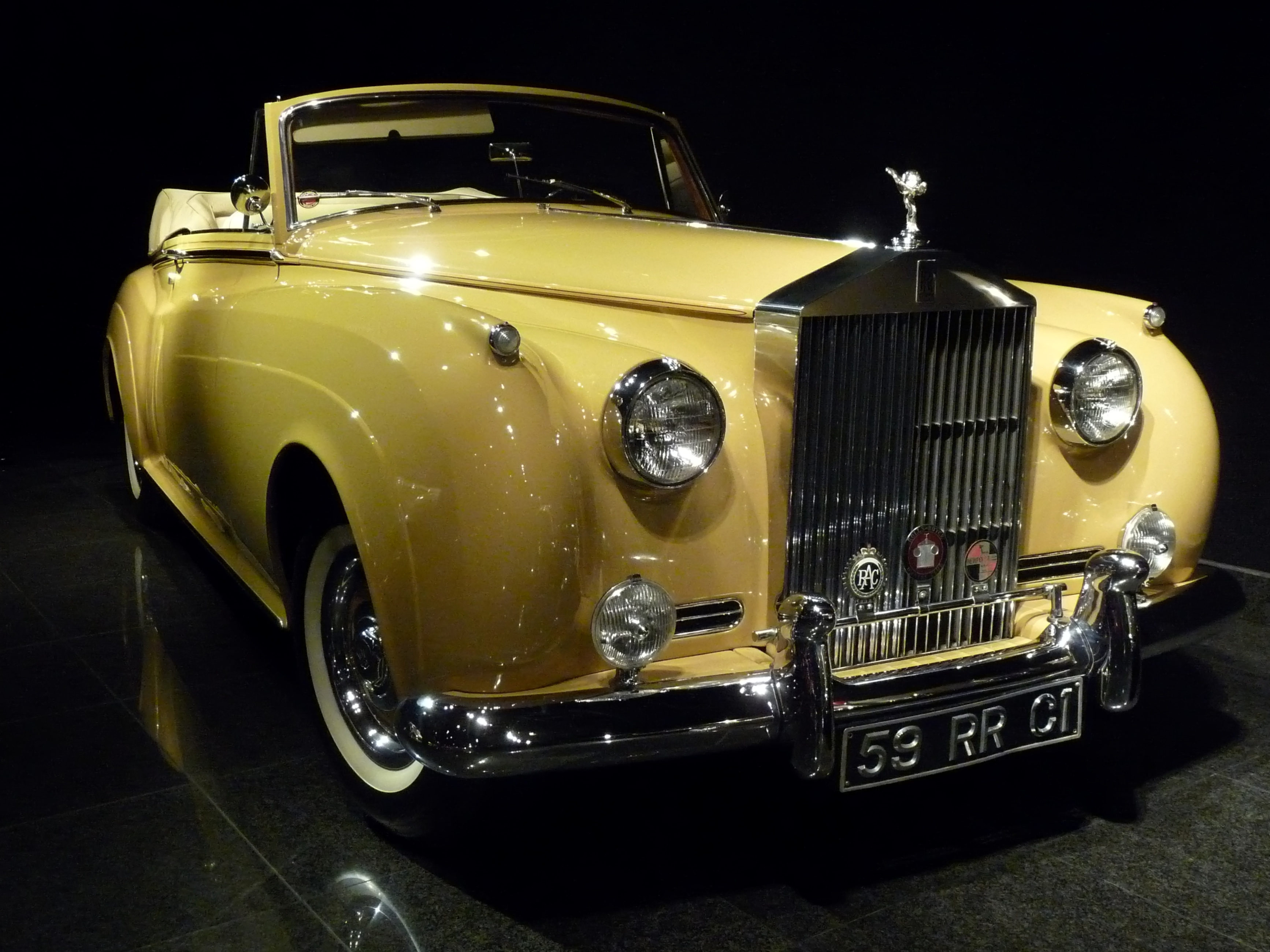
1959 Rolls-Royce
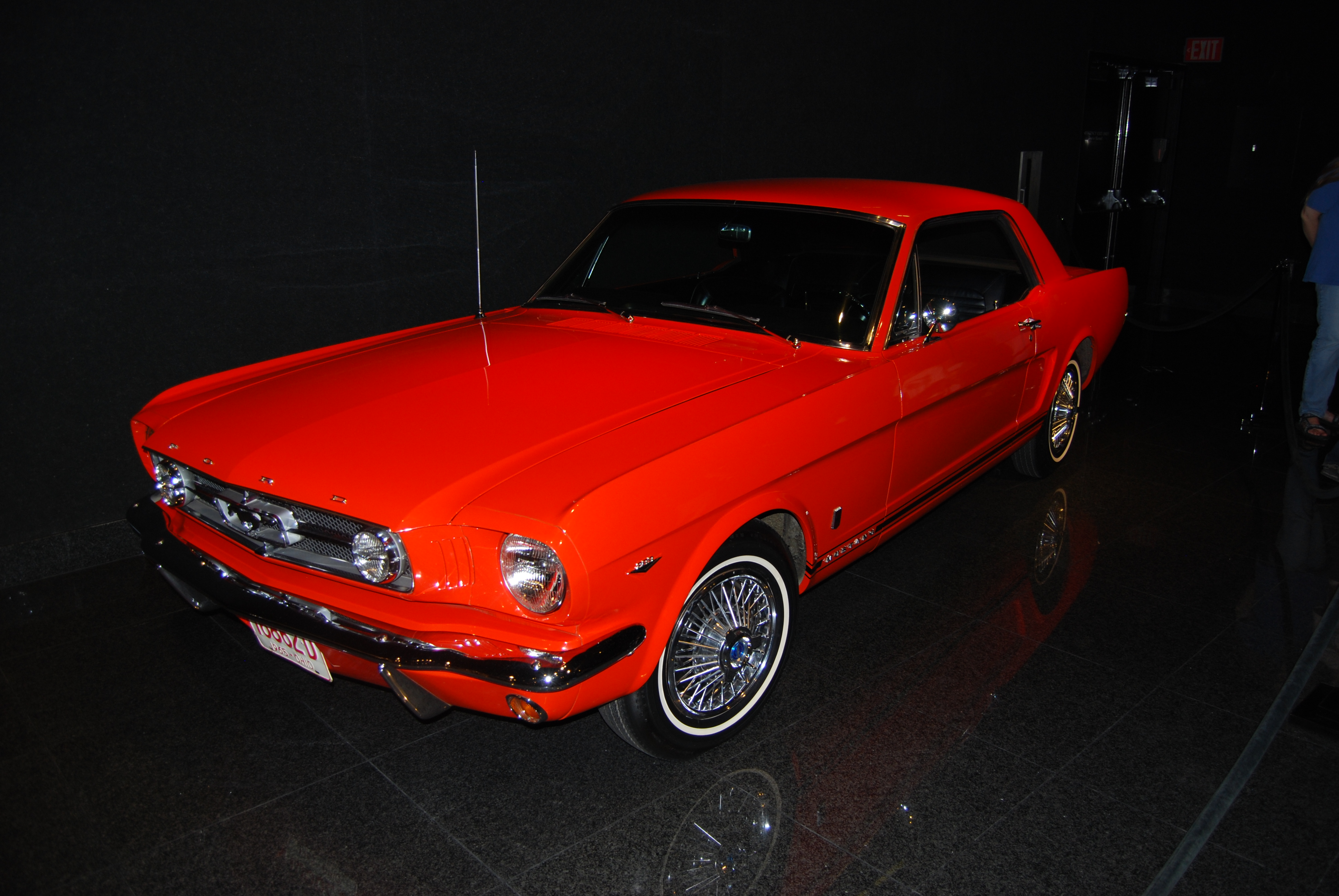
1964 Ford Mustang
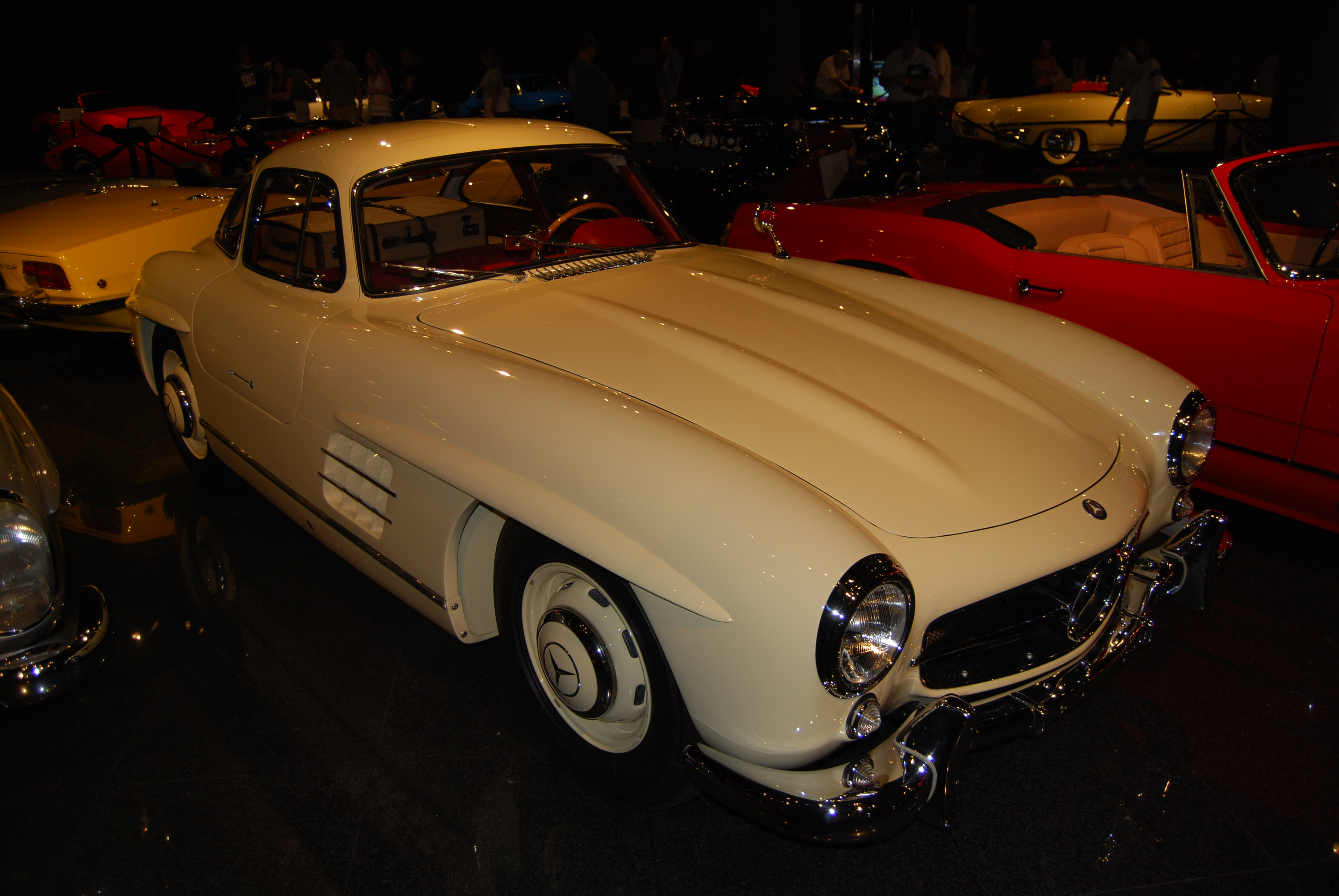
Mercedes-Benz 300 SL